# Novella 2000
Novella 2000 è un settimanale italiano, edito da Visibilia Editrice, dedicato all'attualità nel mondo dello spettacolo e dell'intrattenimento. Nato come Novella nel 1919, ha assunto l'attuale denominazione nel 1967.

## Storia
Il periodico viene fondato nel 1919 come rivista letteraria da quattro amici (Mario Mariani, Gino Rocca, Eugenio Gandolfi e Tomaso Monicelli) che si erano conosciuti al fronte nella quarta armata dell'esercito italiano. Diretto da Mariani, per i primi tre anni è pubblicato dalla casa editrice «Italia» di Milano. I primi tre numeri dell'Anno I sono mensili, dal numero 4 (data di copertina 10 settembre 1919) Novella diventa quindicinale. Durante questo periodo la rivista pubblica autori come Salvator Gotta, Guido da Verona, Marino Moretti, Luigi Pirandello, Arnaldo Fraccaroli, Olindo Malagodi, Blasco Ibáñez, Lucio D'Ambra, Rudyard Kipling e George Bernard Shaw.
Nel 1921 viene acquistato da Arnoldo Mondadori (il primo numero con il nuovo editore è il numero 7 dell'anno terzo, con data di copertina 11 aprile 1921) che, a sua volta, nel 1927 lo cede alla Rizzoli. Dopo il passaggio alla Rizzoli, Guido Cantini, il direttore, rivoluziona il piano editoriale: Pirandello e Marino Moretti cedono il passo ai romanzi sentimentali e passionali di Mura, Milly Dandolo e di Luciana Peverelli. La scelta è quella di orientare decisamente la rivista verso un pubblico femminile. La nuova formula incontra uno straordinario successo: la tiratura balza da 7 000 a 100 000 copie. «Novella» si contraddistingue anche per un particolare: la rivista, per marcare la nuova veste, viene stampata in inchiostro viola.
Nel 1933 il romanzo sentimentale La signora di tutti di Salvator Gotta, viene pubblicato a puntate sulla rivista. È un grande successo: la tiratura passa da 180 000 copie a 250 000 alla settimana. L'editore decide di sfruttare il successo del romanzo per fare un film. Nasce la casa di produzione cinematografica «Novella Film», che realizza alcune pellicole, fra cui - nel 1934 - il film omonimo, diretto da Max Ophüls, con una debuttante Isa Miranda. Nel 1932 viene affiancata alla rivista una collana editoriale di romanzi rosa. I volumi escono come supplemento mensile. Fino al 1942 vengono stampati circa settanta titoli. L'autrice più presente nella collana è Luciana Peverelli.
Nei primi anni quaranta il settimanale supera la tiratura di 400 000 copie. Nel 1945, dopo la fine della seconda guerra mondiale, l'editore Rizzoli affida la direzione della rivista allo scrittore Giorgio Scerbanenco, che la mantiene per circa vent'anni. Durante gli anni sessanta «Novella» subisce un calo di interesse da parte del pubblico. Nel 1967, per una felice intuizione di Enzo Biagi, direttore editoriale dei periodici Rizzoli, la testata prende il nome di «Novella 2000» e diventa il primo giornale italiano di cronaca rosa. Il settimanale, che era fermo a 50 000 copie, riprende vigore fino a raggiungere le 700 000 copie di tiratura nei primi anni settanta, durante la direzione di Antonio Terzi.
Nell'agosto 2013 la rivista viene rilevata da PRS Editore, che la tiene per circa un anno. Il direttore è Roberto Alessi. Alla rivista era affiancata Radio Novella 2000 (in onda dal 1º dicembre 2014), che andò a sostituire in buona parte di Piemonte e Lombardia la nota Radio Cuore. Dal novembre 2015 Novella 2000 fa capo al gruppo editoriale Visibilia di Daniela Santanchè. Alessi mantiene la direzione.

## Denominazioni della testata dal 1919 ad oggi
- (1919-1944) «Novella. Rivista letteraria»
- (1945-1946) «Narratori di Novella. Antologia di novelle»
- (1946-1966) «Novella»
- (1966-oggi) «Novella 2000. Settimanale di attualità»

## Direttori
- Mario Mariani (1919 - 1923)
- Eugenio Gara (almeno dal 1939 al 1942)[10]
- Sospensione per eventi bellici (1944-45)
- Giorgio Scerbanenco (maggio 1945 – 1957)
- Vittorio Buttafava (1957-1964)
- Carlo Sprea (1964? - 1967?)
- Antonio Terzi (1967-1968)
- Benedetto Mosca (1968)
- Paolo Occhipinti (1968-1974)
- Giulio Orecchia (1974-1977)
- Paolo Mosca (1977-1979)
- Willy Molco (1979-1980)
- Sandro Mayer (1980)
- Maria Venturi (1980 – 1982)
- Federico Andreoli (1982 - ...)
- Bice Biagi
- Luciano Regolo
- Candida Morvillo (giugno 2008 - 7 settembre 2011)
- Franco Bonera (giornalista)
- Claudia Valeriani
- Roberto Alessi (agosto 2013 - oggi)